# Capella dels Dolors (Vilafranca del Penedès)
La Capella dels Dolors és una capella del municipi de Vilafranca del Penedès (Alt Penedès) protegida com a bé cultural d'interès local. Està situada en el conjunt històric i monumental més important de Vilafranca. Té una sola nau, de planta rectangular i coberta de teula àrab a dos vessants amb aigües a les façanes laterals. La façana presenta una composició molt senzilla, amb espadanya, ull de bou i porta ornamentada.

## Història
La Capella dels Dolors apareix documentada des del 1733. Durant els anys de 1733 al 1759 va fer de parròquia a causa de l'esfondrament de la volta de la Basílica de Santa Maria de Vilafranca. El 1853 es va fer l'obra d'eixamplament del cambril, d'acord amb els plànols d'Elies Rogent i Amat, arquitecte. El 1883 es va procedir a la restauració de la nau i de l'altar major, i a la col·locació de finestrals. Va ser incendiada l'octubre de l'octubre de 1934, i restaurada posteriorment per al culte. Posteriorment s'hi van celebrar matrimonis en alguna ocasió. L'any 2019 es van recuperar i actualitzar amb una nova edició els goigs musicats per Josep Maideu. El text de mn. Pere Verdaguer va ser revisat pel rector mn. Xavier Aymerich.